# Лившиц, Юра
Юра (Юрий Соломонович) Лившиц (фр. Youra Livchitz, также известный как «Жорж», Georges; 30 сентября 1917, Киев, Украина, Российская республика — 17 февраля 1944, Схарбек, Бельгия) — еврейский врач родом из Киева, боец бельгийского Сопротивления. Лившиц вместе с двумя товарищами — Робером Местрио и Жаном Франклемоном, — вооружённые одним пистолетом, напали на нацистский 20-й конвой, освободив более двух сотен евреев из поезда Холокоста, направлявшегося в Освенцим (Аушвиц). Младший брат Александра (Шуры) Лившица, тоже героя Сопротивления; оба были казнены оккупантами.

## Биография
Родители Лившица Рахиль Мичник и Шлёма Лившиц были бессарабскими еврейскими эмигрантами из Кишинёва, тогда входившего в состав Российской империи, которые в 1910 году перебрались в Мюнхен, где у них родился его старший брат Александр. Мать происхдила из состоятельной семьи (её родители — кишинёвский купец первой гильдии, банкир и меценат Израиль Лазаревич Мичник и Фейга Абрамовна Мичник). Племянник педиатра З. О. Мичник.
В 1913 году его отец окончил медицинский факультет. Оказавшись в разгаре событий Первой мировой войны, семья была вынуждена бежать обратно и поселилась в Киев, где 30 сентября 1917 года у них родился второй сын Юрий.
В 1928 году родители Лившица разошлись, и вскоре после этого мать, проучившаяся год в Сорбонне, перевезла обоих сыновей в Брюссель (Бельгия). Его мать увлеклась теософскими учениями и присоединилась к интеллектуальным кружкам, которые также посещали его молодые друзья и будущие товарищи Жан Франклемон и Робер Местрио (Роберт Майстре). Именно в этих кругах Юра познакомился с несколькими интеллектуалами левого толка. Среди оказавших на него существенное влияние были его учитель, убеждённый социалист Лео Мулен, а также супруги-коммунисты Герц и Ивонна Йоспа. В октябре 1935 года Юра начал изучать медицину в Брюссельском свободном университете. Вместе со своим другом детства Робертом Леклерком он организовал студенческое объединение Cercle du Libre Examen (Librex), входил в состав университетской театральной труппы и основал университетскую секцию баскетбола.
До Второй мировой войны Лившиц проходил стажировку в университетской больнице Сен-Пьер в Брюсселе и был представителем бельгийской фармацевтической компании Pharmacobel. Он продолжал работать с ними вплоть до своего ареста, став их ведущим научным сотрудником. Братья были частыми гостями у художника-теософа Марселя Хастира, которому позировали в качестве моделей. Там также бывали Робер Леклерк, Илья Пригожин, Поль Дельво и Рене Магритт.

## Вторая мировая война
К 1942 году Лившиц стал активным участником бельгийского движения сопротивления и был связан с Фронтом независимости. Он начал преподавать на подпольных курсах Брюссельского свободного университета, студенты и преподаватели которого образовали подпольную «Группу Ж» (Groupe G), и тайно издавать военный журнал. Эта деятельность познакомила его со своей возлюбленной Жаклин Мондо. Его друг Марсель Хастир в 1940 году получил разрешение от немцев открыть мастерскую, которая на деле служила прикрытием для предоставления места для встреч бельгийских членов сопротивления и укрывательства евреев. Братья Лившиц использовали здешний подвал, чтобы печатать свои антинацистские листовки на ротаторе Хастира.
Собиравшиеся там слушали BBC и участвовали в распространении листовок и подпольных газет. Юра, владеющий французским, немецким, русским и английским языками, переводил радиосводки и передавал информацию для Московского радио. Желая предупредить своих соотечественников о страшной участи, уготованной нацистами евреям, он подробно информировал об этом, в частности, своего друга Герца Йоспу, через которого социолог Виктор Мартин отправился в оккупированную нацистами Польши для проведения расследования о происходящем в концлагерях. В декабре 1942 года Лившиц оставил запись, что нацистский план заключается в «тотальном уничтожении еврейского населения в Европе». На титульном листе своего «Военного дневника» он поместил фразу из Сент-Экзюпери: «То, что даёт смысл жизни, даёт и смысл смерти».

### Атака на двадцатый конвой

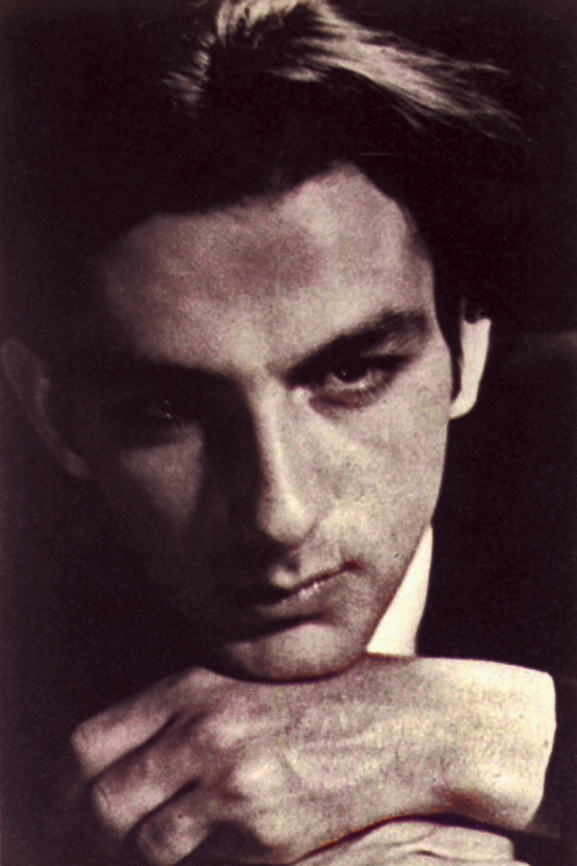
Лившиц в последние годы жизни

Свидетельский рассказ Уильяма Херсковица, узника Освенцима, который смог совершить побег из лагеря, и, добравшись до Антверпена, связался с бельгийским Сопротивлением и одним из первых поведал миру о зверствах Аушвица, побудил думать о способах спасения депортируемых туда евреев и ромов. Неудачный побег заключённых из поезда близ Лёвена натолкнул коммуниста-подпольщика Герца Йоспу и его Комитет защиты евреев (Comité de Défense des Juifs, CDJ) на мысль содействовать побегам из таких эшелонов нападением на них групп Сопротивления. В этом контексте Юра Лившиц и замыслил нападение на депортационный поезд с целью освобождения заключённых-евреев. Но когда поделился своими планами с Бельгийской партизанской армии (Partisans Armés), к которой принадлежал его старший брат Александр, те отказались от участия, так что пришлось полагаться на своих друзей детства. Накануне нападения на поезд Александр Лившиц получил два огнестрельных ранения при попытке убийства высокопоставленного нацистского коллаборациониста.
19 апреля 1943 года «Жорж» (Юра Лившиц) вместе со своими друзьями детства Жаном Франклемоном и Робером Местрио атаковали двенадцатый конвой — эшелон с 1631 евреем (из них 262 детей) на борту, направлявшийся в концлагерь Освенцим. Это было единственное нападение на депортационные поезда за всю войну. Группа выбрала район на трассе Мехелен — Лёвен, между муниципалитетами Бортмербек (Боортмеербеек) и Хахт, который находился за пределами города, но в пределах досягаемости для велосипедистов, а Лившиц как её лидер обеспечил им ночное прикрытие для подхода к месту, где лес подступал к железной дороге. Обратившись к друзьям, Лившиц смог связаться с антифашистской «Группой G» и заполучить от её члена Рихарда Альтенхоффа для этой миссии пистолет Browning Model 1906 калибра 6,35 мм.
Они остановили поезд на станции в Бортмербеке из Мехелена, используя импровизированный красный фонарь (прикрепив цветной лист бумаги к сигнальному фонарю), а затем, вооружившись плоскогубцами и пистолетом, взломали один из вагонов. Двадцатый конвой охранял один офицер и пятнадцать рядовых из немецкой Sicherheitspolizei (SiPo-SD). Несмотря на эти меры безопасности, операция подпольщиков хотя бы частично удалась: Лившиц бегал вдоль полотна и палил из пистолета, чтобы охрана вообразила, будто нападавших много, а затем держал машиниста поезда под прицелом, пока двое его соратников отправились освобождать пленников.
Местрио смог открыть один вагон для транспортировки скота, из которого сперва удалось освободить 17 человек. Когда он начал открывать второй вагон, немцы открыли огонь. Впрочем, прежде чем эсэсовцы опомнились, налётчикам удалось просунуть инструменты ещё в несколько вагонов, чтобы заключённые сумели отепереть их изнутри. После короткой перестрелки между немецкими охранниками и тремя членами Сопротивления поезд снова тронулся.
Однако машинист поезда, Альбер Дюмон, сделал все возможное, чтобы ехать как можно медленнее между Тиненом и Тонгереном, останавливаясь всякий раз, когда это было возможно и оправданно, таким образом позволяя большему числу людей спрыгнуть, не разбившись. Участники лагерной организации Комитета защиты евреев начали выскакивать из состава: первым пошёл вагон с подпольщиком Йозефом Зильбером. Пока немцы были увлечены стрельбой по ним, заключенные сумели вырваться из другого вагона, за который отвечал Жак Сенжисер.
В общей сложности, пока по ним вели огонь, смогли выбраться и бежать из поезда 231 или 233 человека. 89 в конечном итоге были пойманы и отправлены следующими эшелонами. 26 других были либо застрелены, либо погибли при падении с поезда. 115 или 118 удалось вырваться и они успешно скрылись . Самому младшему из них, будущему пианисту по имени Симон Гроновский, было всего 11 лет. Регина Крохмаль, 18-летняя медсестра Сопротивления, также бежала после того, как разрезала деревянные стержни перед воздухозаборником поезда хлебным ножом и выпрыгнула из поезда близ Хахта. Оба пережили войну. Что примечательно, ни один из спасшихся с этого эшелона не был выдан немцам до самого освобождения Бельгии.

### После спасения заключённых

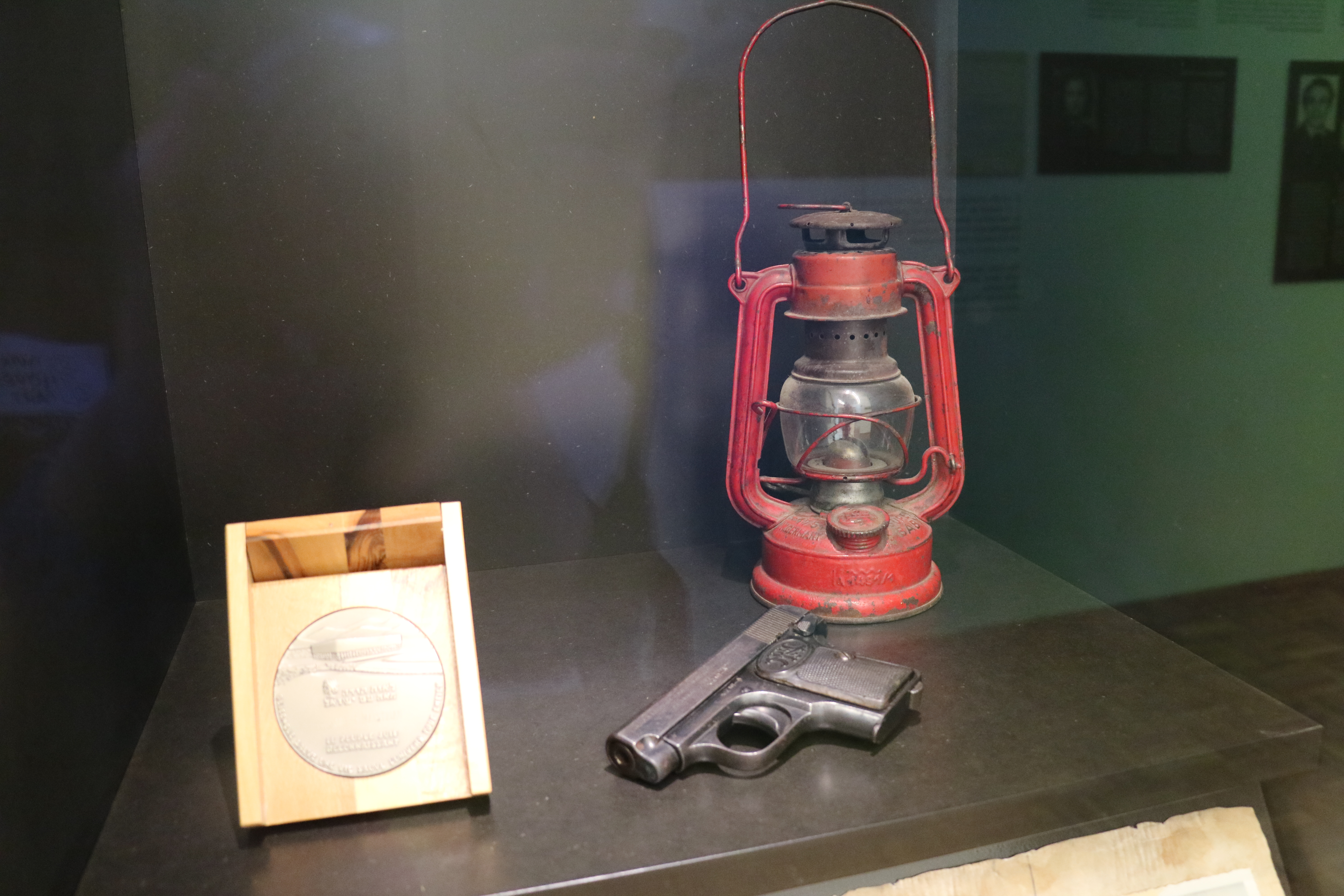
Фонарь и пистолет группы Лившица хранятся в казармах Доссин (бывший транзитный лагерь Мехелен)

После нападения на поезд Лившиц оставался с родителями Жаклин Мондо, пока восстанавливался после огнестрельного ранения, полученного им во время нападения. За этот период, 27 апреля 1943 года, он также предпринял попытку убийства нацистского коллаборациониста Ицека Глоговски, который отправил сотни своих собратьев-евреев на ликвидацию, но попытка не удалась из-за заклинившего пистолета. Беспокоясь за своих соратников из-за усиливающегося внимания полиции, он попытался непременно предупредить их; но связной Пьер Романович, выдававший себя за русского графа, на самом деле был осведомителем гестапо.
Лившиц и укрывавшие его родители Жаклин, которые также участвовали в Движении Сопротивления, были арестованы через месяц после нападения на поезд 14 мая 1943 года. Октав Мондо будет расстрелян немцами в Людвигсбурге (Германия) 20 июня 1944, а его супруга Сюзанна погибнет в Равенсбрюке 30 апреля 1945 года, за день до освобождения лагеря. Жаклин и её брат также были арестованы, но в итоге освобождены накануне освобождения Франции. Предателя Романовича расстреляли после войны.
Находясь в заключении, Лившиц сумел сбежать из штаб-квартиры гестапо, одолев своего охранника и украв его форму. Однако свобода была недолгой, так как 26 июня 1943 года он и его старший брат были арестованы фельджандармерией, когда они планировали тайно покинуть страну на грузовике, направлявшемся во Францию и оттуда переправиться в Англию. Их арест стал результатом очередного предательства, поскольку водитель отвёз их прямо в гестапо.

Оба брата Лившица были приговорены к смертной казни: Александр — за попытку убить начальника нацистской полиции, а Юра — за различные формы сопротивления. Оба брата, находясь в заключении, написали письма матери, засвидетельствовав отсутствие у них страха перед лицом казни. Юра писал:
«Дорогая мама! Любые слова будут бессильны передать то, что я чувствую. Я оставляю эту жизнь, чтобы перейти туда, где царит тишина. Это неизбежно. Я жалею лишь, что не смог помочь тебе выдержать первое испытание — гибель Шуры. Я хотел бы быть рядом с тобой. Дорогая мама! Не плачь, когда будешь думать обо мне. Я прожил свою жизнь не зря. Хочу, чтобы моя смерть не вызвала ни у кого отчаяния. До последнего дня у меня были отличные друзья и единомышленники и даже сейчас я не чувствую себя одиноким. Дорогая мама, я должен попрощаться с тобой. Хочу, чтобы ты сохранила веру и стойкость. Твой любящий сын Юра».
Юра Лившиц, отказавшийся надеть повязку на глаза, был расстрелян 17 февраля 1944 года на Национальном стрельбище в Схарбеке . Это случилось через неделю после казни брата.

## Наследие и память

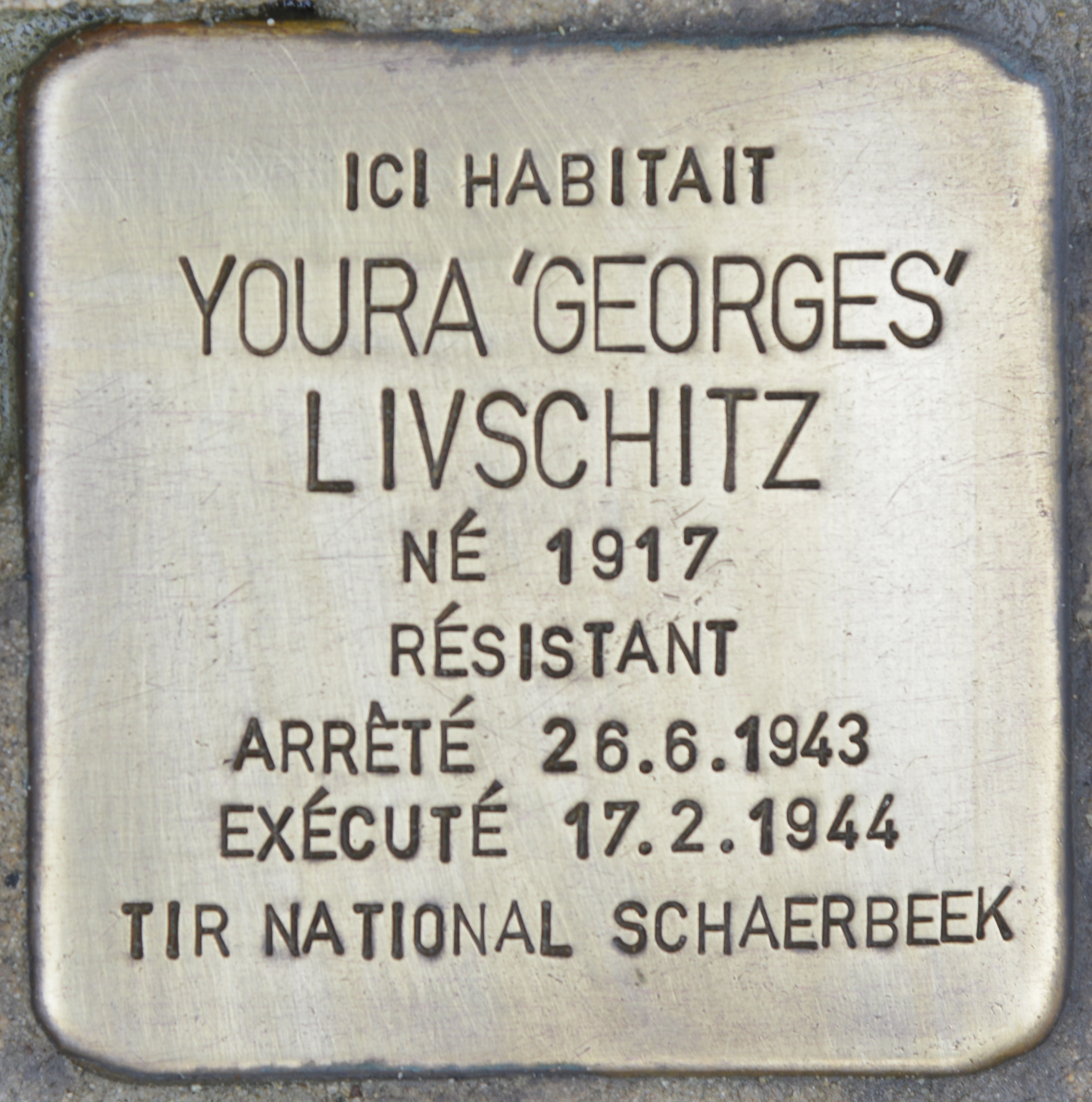
Камень преткновения Гюнтера Демнига, увековечивающий память о Лившице как члене Сопротивления и жертве нацизма

В 1993 году в память о подвиге Лившица и его товарищей на площади возле железнодорожной станции Бортмербека был установлен памятник погибшим жертвам Холокоста. На барельефе его изображены три руки, сжимающие друг друга. Надпись на памятнике гласит: «Прохожий! Воздай дань уважения этим героическим рукам, Они спасли тех, кто был послан в ад силами зла».
Лившиц и его соотечественники также были увековечены в брюссельском Буа-де-ла-Камбр, а их имена были помещены на мемориальные доски в рамках мемориала Холокоста 27 января 2023 года. Главная мемориальная доска на их мемориале годом позже была осквернена свастикой в ходе волны антисемитских нападений 2024 года.